# Franci Čop
Franci Čop, slovenski alpski smučar in trener, * 17. november 1914, Jesenice, † 6. november 2003, Maribor.
Rodil se je očetu delavcu v železarni Štefanu in materi Cilki (roj. Peternel).
Čop je za Jugoslavijo nastopil na Zimskih olimpijskih igrah 1936 in 1948.
Leta 1936 je v Garmisch-Partenkirchnu v kombinaciji osvojil 25. mesto, leta 1948 v Sankt-Moritzu pa je bil v slalomu 36.